# بریجید بزلن
بریجید بَزلـِن (انگلیسی: Brigid Bazlen؛ ۹ ژوئن ۱۹۴۴ – ۲۵ مهٔ ۱۹۸۹) یک هنرپیشه، و مجری تلویزیون اهل ایالات متحده آمریکا بود. وی بین سال‌های ۱۹۵۸ تا ۱۹۶۵ میلادی فعالیت می‌کرد.

## گزیده فیلمشناسی
از فیلم‌ها یا برنامه‌های تلویزیونی که وی در آن نقش داشته‌است می‌توان به آثار زیر اشاره کرد.
- شاهنشاه (1961)
- چگونه غرب تسخیر شد (1962)
- روزهای زندگی ما (1965)